# Ana María Vicent Zaragoza
Ana María Vicent Zaragoza (Alcoi, 1923 – Còrdova, 21 d'abril de 2010) va ser una arqueòloga valenciana, directora durant quasi 30 anys del Museu Arqueològic i Etnològic de Còrdova.

## Biografia

### Etapa valenciana (1923 – 1955)
Llicenciada en Ciències històriques per la Facultat de Filosofia i Lletres de la Universitat de València. El 1948 va ocupar una plaça de Professora Ajudant d'arqueologia en aquesta universitat. A partir d'aquell mateix any va coordinar a la mateixa universitat, com a secretària, el curs que impartia anualment el professor Helmut Schlunk, fundador de la secció de Madrid de l'Institut Arqueològic Alemany, dedicat mostrar com s'investigaven obres concretes iconogràfiques, decoratives o arquitectòniques paleocristianes i visigòtiques. De 1949 a 1955 va ocupar l'ajudantia d'Història de l'Art medieval. L'any 1950 va obtenir una beca de la Institució Cultural “Alfonso el Magnánimo” de la Diputació de València per realitzar un treball d'investigació sobre arquitectura gòtica valenciana. Paral·lelament, va col·laborar amb el Museu de Belles Arts de Sant Carles de València elaborant fitxes de catalogació.

### Etapa madrilenya (1955 – 1959)
El 1955 es va traslladar a Madrid amb una beca del Consell Superior d'Investigacions Científiques (CSIC) per a l'Institut Diego Velázquez d'Art i Arqueologia per tal de continuar la seva línia d'investigació. Aquell any va aconseguir una plaça de Professora Ajudant del Seminari de Prehistòria i Etnologia del catedràtic Almagro Basch a la Universitat de Madrid (UCM). Entre els anys 1955 i 1959 és nomenada secretària de l'Institut de Prehistòria del CSIC. En els anys 1957 i 1958 realitza estades per ampliar els seus estudis a Roma (Escola Espanyola d'Història i Arqueologia), Florència (amb el professor Graziosi) i Ravenna (cursos de la Universitat de Bolonya amb els que es diploma en Arqueologia Cristiana i Bizantina). El 1958 va ser Professora Adjunta de Prehistòria i Etnologia a la Universitat Complutense de Madrid i també el de Conservadora Adjunta del Museu Arqueològic Nacional. Ambdós càrrecs estaven mal pagats i havia de donar classes d'història de l'art a alumnes de Preu. El 1959 va accedir per oposició al Cos Facultatiu d'Arxius Biblioteques i Museus com a primera de la seva promoció.

### Etapa Cordovesa (1960 – 1989)
El 1959 va prendre possessió del càrrec de directora del Museu Arqueològic i Etnològic de Còrdova després de la jubilació de l'anterior director Samuel de los Santos Gener. Va ser la responsable de l'organització del fons del museu i del sistema expositiu. Segons declararia ella posteriorment “...em vaig trobar amb pilons desordenats d'objectes, i fins i tot peces disperses en la pròpia plaça Jerónimo Páez. Els projectes prioritaris van ser l'ordenació i instal·lació de les col·leccions, cercant l'harmonia del museu. La primera ordenació va consistir a agrupar materials de la mateixa època, portant les peces medievals a la planta altra. En una segona fase vaig situar els conjunts de col·leccions a les sales on després s'instal·larien, mentre que en un tercer moment em vaig dedicar a concretar en cada sala el lloc en que s'exposaria cada peça, en pedestals, mènsules, vitrines, lleixes, etc., assenyalant-ho amb guix a terra”. L'any següent el museu s'instal·la a la seva seu actual i s'inaugura visita a les col·leccions de la planta baixa i dos anys més tard, el 1962, instal·la i inaugura les instal·lacions de la planta alta. Durant els 30 anys que va ser directora del museu va destacar per la seva passió per rescatar el patrimoni historicoartístic permetent multiplicar per 30 els fons del museu. Va excavar i investigar en molts jaciments de la província i en 114 solars urbans de Còrdova, essent nomenada el 1980 inspectora provincial de Jaciments Arqueològics. També va crear el 1975 la revista Corduba Archaeologica. Va ser membre de diverses institucions com l'Institut Arqueològic Alemany (1965), la Reial Acadèmia de Belles Arts de San Fernando (1970), la Reial Acadèmia de Belles Arts de Santa Isabel d'Hongria (1976) o la Real Academia de Ciencias, Bellas Letras y Nobles Artes de Córdoba (1989).

### Retorn a Madrid (1989 - 2010)
El 1989, en jubilar-se, es va traslladar a Madrid i va ser nomenada Vicepresidenta de l'Associació de Protectors i Amics del Museu Arqueològic Nacional. Des del 1999 fins a la seva mort el 2010 va ser vocal de la junta directiva.

## Premis i distincions
- Comanda de l'Ordre Civil d'Alfons X el Savi (1965)
- Medalla al Mèrit Turístic (1969)
- Medalla d'Or al Mèrit de la ciutat de Còrdova (1969)
- Medalla d'Argent al Mèrit en les Belles Arts (1972)
- Membre d'Honor de l'Ateneu de Còrdova (1995)
- Premi de l'Associació Professional de Museòlegs d'Espanya (2007)[3]